# Saint-Laurent-sur-Manoire
Saint-Laurent-sur-Manoire foi uma comuna francesa na região administrativa da Nova Aquitânia, no departamento Dordonha. Estendia-se por uma área de 10,38 km². Em 2010 a comuna tinha 913 habitantes (densidade: 88 hab./km²).
Em 1 de janeiro de 2016, passou a formar parte da nova comuna de Boulazac Isle Manoire.